# PowerBook G3
Le PowerBook G3 est un ordinateur portable d'Apple. Il fut lancé en novembre 1997, soit en même temps que les Power Macintosh G3. Bien que reprenant le même boîtier que le PowerBook 3400c, c'était une tout autre machine : il était plus rapide que le 3400c/240, déjà réputé pour sa vitesse. L'écran restait un 12,1" à matrice active pouvant afficher 800 × 600 pixels en milliers de couleurs, mais la mémoire vidéo a été étendue à 2 Mio. Le lecteur CD-ROM passait par ailleurs à 20× (contre 12× pour le 3400c), la mémoire vive à 32 Mio (contre 16 Mio), le disque dur à 5 Go (contre 2 ou 3 Go). Ces caractéristiques étaient presque identiques à celle des modèles de bureau, ce qui faisait que le PowerBook G3 rivalisait en puissance avec les tout nouveaux Power Macintosh G3 qui était déjà la nouvelle référence en termes de puissance ! Le prix de cette machine d'exception était en proportion de ses caractéristiques : environ 50 000 F TTC en France. Il s'agit du seul modèle équipé d'un PowerPC G3 qui ne supporte pas Mac OS X.
Il sera remplacé seulement six mois plus tard par les PowerBook Série G3 qui utilisent de nouveaux boîtiers plus fin notamment.

## Caractéristiques
- Microprocesseur : PowerPC 750 cadencé à 250 MHz
- adressage 32 bits
- bus système 64 bits à 50 MHz
- mémoire cache de niveau 1 : 64 Kio
- mémoire cache de niveau 2 : 512 Kio, cadencée à 100 MHz
- mémoire morte : 4 Mio
- mémoire vive : 32 Mio (soudé à la carte mère), extensible à 160 Mio
- 2 Mio de mémoire vidéo
- écran LCD 12,1" SVGA à matrice active
- définitions supportées :
  - 800 × 600 en 16 bits (milliers de couleurs)
- disque dur ATA de 5 Go
- lecteur de disquette 3,5" 1,44 Mo
- lecteur CD-ROM 20×
- modem 33,6 kb/s V.34
- slots d'extension :
  - 1 connecteur mémoire spécifique (PB G3) de type DIMM EDO (vitesse minimale : 60 ns)
  - 2 slots PC Card Type II (ou 1 Type III)
  - 1 baie d'extension pour un lecteur supplémentaire
- connectique :
  - 1 port SCSI HDI-30
  - 1 port ADB
  - 1 port série Geoport
  - port Ethernet 10BASE-T
  - port infrarouge compatible IrDA et IRTalk
  - sortie son : stéréo 16 bits
  - entrée son : stéréo 16 bits
  - sortie vidéo HDI-15
- microphone intégré
- haut-parleur stéréo
- batterie Lithium Ion 47 Wh lui assurant environ 2 à 4 heures d'autonomie
- dimensions : 6,1 × 29,2 × 24,1 cm
- poids : 3,4 kg
- consommation : 45 W
- systèmes supportés : Mac OS 8.0 à Mac OS 9.1